# Pique-mouches ou Satire burlesque sur la déroute de Craon
Le Pique-mouches ou Satire burlesque sur la déroute de Craon (24 mai 1592), avec un commentaire historique (titre complet) ou Pique-mouches est une chanson satirique collective mêlant prose et vers français.
Cette œuvre politico-satirique, qui a pour sujet la tenue, pendant les guerres de Religion, de la bataille de Craon qui a eu lieu à Craon le 24 mai 1592 par la ligue catholique hostile à Henri de Navarre, dans le but d’élire à sa place un roi catholique, a parodié les prétentions d'Henri de Navarre et de ses partisans.

## Forme littéraire
Le Pique-mouches est une œuvre en vers et en prose de Michel Luette, capitaine ligueur nommé La Vallée. Cette chanson peut-être vue comme la contrepartie de la Satyre Ménippée : de la Vertu du Catholicon d'Espaigne et de la tenuë des estats de Paris, selon la remarque d'Ernest Mourin. « On y trouve pour lui des traits fort vifs, des saillies mordantes et une vraie pointe d'esprit gaulois. On répéta dans les pays d'Anjou, du Maine et de la Bretagne cette chanson populaire.
Luette, soldat ligueur fut aussi le gai chansonnier de son parti. Son Pique-Mouches, improvisé à l'occasion de la bataille de Craon, est une contrepartie assez vive des facéties de la Satire Ménippée. 6 vers sur 2 rimes, avec le mordant refrain « Il n'est que d'aller », suffisaient pour clouer un nom au pilori ligueur. On connaît 70 couplets, qualifiés de stances liricques par Jean Louvet ; on dit qu'il en fut fait plus de 100, chacun s'exerçant dans ce genre facile. Il en est dans le nombre de fort triviales, en style à la dragonne, aurait dit Gresset.
Jean Louvet a inséré dans son Journal les 50 « stances en vers liriques appelés piques-mouches, pour'ce qu'ilz picquent ceulx qui ont faict ledict siége. ». La Revue de l'Anjou a publié les 50 stances insérées dans le Journal de Jean Louvet, avec quelques notes sommaires en 1854. Toutefois cette reproduction n'est pas entièrement conforme au manuscrit et contient un certain nombre de fautes. Cette satire était beaucoup plus développée dans l'original, Malheureusement cette nouvelle version a été empruntée à un document qui fourmillait de fautes, d'inexactitudes, d'omissions et d'incorrections. En réunissant les deux textes, André Joubert arrive à un total de 70 couplets en respectant l'orthographe du manuscrit de Jean Louvet, pour donner aux vers liriques une lecture plus aisée. Il est certain que Louvet connaissait les autres stances de la satire.

## Contexte politique
Le chef de la Ligue pour la région est Mercœur, gouverneur de la Bretagne, il a pour principal lieutenant Urbain de Laval Boisdauphin, marquis de Sablé, qu’il crée maréchal de Boisdauphin. En 1589, le maréchal de Bois-Dauphin se replie alors sur Craon, dernière place avant la Bretagne, où il nomme commandant Pierre Le Cornu, seigneur du Plessis de Cosmes, qui en fait une place forte.
En 1590, Mercœur, gouverneur de Bretagne, se révolte contre l’accession au trône du protestant Henri de Navarre. Le duc de Mercœur se met à la tête de la Ligue de Bretagne, songeant même à rétablir la souveraineté de cet ancien duché, sa femme étant descendante de Jeanne de Penthièvre. Il se proclame également Protecteur de l’Église catholique et romaine dans cette province.
Il obtient l’aide du roi très catholique Philippe II d'Espagne. Ce dernier lui envoie sept mille Espagnols qui débarquent au Blavet (futur Port-Louis), sous le commandement de Don Juan d’Aguila.
Le 8 février 1592, Henri IV voulant soumettre Craon, ses cousins Henri de Bourbon, duc de Montpensier, et François de Bourbon, prince de Conti, se réunissent secrètement à Laval pour organiser une attaque. Le 14 avril 1592, Montpensier arrive avec ses armées dont 1 200 Anglais et 800 Allemands à Craon et met le siège. Le 20 mai 1592, Mercœur et Boisdauphin arrivent à leur tour avec leurs armées et les troupes du bandit-chef de guerre Guy Éder de La Fontenelle, pour défendre Craon.

## Le texte
La liste des seigneurs royaux énumérés par Michel Luette comprend beaucoup de noms. Cependant, tous les chefs du parti présents à la Bataille de Craon ne sont pas nommés.